# Барби (певица)
Ба́рби (наст. имя — Мари́на Анато́льевна Во́лкова; род. 21 мая 1975 или 21 мая 1976) — российская поп-певица.

## Биография
В конце 1991 года продюсерский дуэт композитора Виктора Дорохина и поэтессы Любови Воропаевой прекратил сотрудничество с певцом Женей Белоусовым и заинтересовался жанром хип-хоп. Пригласив 16-летнюю певицу Марину Волкову, они придумали ей сценический псевдоним Барби (в честь вошедшей в моду куклы) и написали ряд новых песен, в том числе «Красишь ты ресницы» и «Будь что будет».
В 1992 году был записан дебютный альбом «Азбука любви», певица участвует в телепрограммах «Хит-парад Останкино» и «До 16 и старше…». В 1993 году была записана песня «Часики с секретом». Однако дальнейшего продолжения карьеры не последовало — Марина вскоре расторгла контракт со своими продюсерами и вышла замуж.
В начале лета 2012 года после долгого перерыва Барби выпускает танцевальную композицию "Когда ты рядом". Известно, что Барби отправляла песню на Русское радио и Dfm, но в ротации песню не взяли. При этом летом 2012 года песня имела успех на всех пляжных дискотеках.
Информация о последующей жизни певицы практически отсутствует. Летом 2013 года в программе «Пусть говорят» Марина Волкова сообщила, что не замужем, работает «секретарём генерального директора».
Образ певицы является сквозным в повести Романа Сенчина «Барби».

## Дискография
«Азбука любви» (1992)
1. Азбука любви
2. Мой учитель
3. Люби меня
4. Злое сердце
5. Лети с приветом
6. Хип-хоп Барби
7. Красишь ты ресницы
8. Танцуй
9. Мой учитель (микс)
10. Красишь ты ресницы (микс)

Синглы:
Часики с секретом (1993)
Когда ты рядом (2012)

## Видеография
1. «Примерь счастливое лицо» («Красишь ты ресницы») (1992)
2. «Будь что будет» (1993)
3. «Часики с секретом» (1993)